# Alen (hemija)
Alen je jedinjenje u kome jedan atom ugljenika ima dvostruke veze sa svakim od svoja dva susedna ugljenika. Aleni se klasifikuju kao polieni, zajedno sa ostalim dienima. Osnovno jedinjenje alena je propadien. Jedinjenja sa strukturama alenskog tipa i sa više od tri ugljenika se nazivaju kumuleni. Aleni su mnogo reaktivniji od alkena. Na primer, njihova reaktivnost sa gasovitim hlorom je slična reaktivnosti alkina.

## Struktura i vezivanje

### Geometrija
Centralni ugljenik alena formira dve sigma veze i dve pi veze. Centralni ugljenik he -hibridizovan, i dva terminalna ugljenika su 2-hibridizovana. Ugao između veza formiranih između tri alenska ugljenika je 180°.

### Simetrija
Simetrija i izomerizam alena je dugo fascinirao organske hemičare. Za alene sa četiri identična supstituenta postoje dve ose rotacije kroz centralni ugljenik. Treća osa rotacije prolazi kroz C=C=C veze. Postoji i ravan simetrije koji prolazi kroz obe CH2 ravni. Ova klasa molekula pripada  tačkovnoj grupi. Usled simetrije, nesupstituisani alen nema dipolni moment.

## Literatura
1. ↑  Clayden, Jonathan; Greeves, Nick; Warren, Stuart; Wothers, Peter (2001). Organic Chemistry (I изд.). Oxford University Press. ISBN 978-0-19-850346-0.
2. ↑  Smith, Michael B.; March, Jerry (2007). Advanced Organic Chemistry: Reactions, Mechanisms, and Structure (6th изд.). New York: Wiley-Interscience. ISBN 0-471-72091-7.
3. ↑  Smith, Michael B.; March, Jerry (2007). Advanced Organic Chemistry: Reactions, Mechanisms, and Structure (6th изд.). New York: Wiley-Interscience. ISBN 0-471-72091-7.

## Dodatna literatura
- IUPAC. „allenes”. Kompendijum hemijske terminologije (Internet izdanje).

## Spoljašnje veze
- Vodič za stereohemijske studije
- Sinteza alena